# Kleyer Hof
Kleyer Hof, früher auch Unterkley genannt, ist ein Bauernhof und Ortsteil im Stadtteil Romaney der Stadt Bergisch Gladbach im Rheinisch-Bergischen Kreis.

## Lage und Beschreibung
Der Kleyer Hof liegt nördlich von Kley im Norden der Stadt an der Bundesstraße 506.

## Geschichte
Erstmals wurde Cleye um 1400 genannt. Die Topographia Ducatus Montani des Erich Philipp Ploennies, Blatt Amt Porz, belegt, dass der Wohnplatz 1715 als gemeiner Hof kategorisiert wurde und mit Kley bezeichnet wurde.
Aus Carl Friedrich von Wiebekings Charte des Herzogthums Berg 1789 geht hervor, dass der Kleyer Hof zu dieser Zeit Teil der Honschaft Combüchen im Kirchspiel Paffrath war.
Unter der französischen Verwaltung zwischen 1806 und 1813 wurde das Amt Porz aufgelöst und Kleyer Hof wurde politisch der Mairie Gladbach im Kanton Bensberg zugeordnet. 1816 wandelten die Preußen die Mairie zur Bürgermeisterei Gladbach im Kreis Mülheim am Rhein. Ab 1845 wird der Kleyer Hof unabhängig von Kley als eigenständiger Wohnplatz geführt. Mit der Rheinischen Städteordnung wurde Gladbach 1856 Stadt, die dann 1863 den Zusatz Bergisch bekam.
Der Ort ist auf der Topographischen Aufnahme der Rheinlande von 1824 und auf der Preußischen Uraufnahme von 1840 als Kley verzeichnet. Ab der Preußischen Neuaufnahme von 1892 ist er auf Messtischblättern regelmäßig als Kleyerhof, später ab 1937 Kleyer Hof oder ohne Namen verzeichnet. 
| Jahr | Einwohner | Wohn- gebäude | Kategorie | Bemerkung |
| ---- | --------- | ------------- | --------- | --------- |
| 1822 | 14        |               | Hofstelle | mit Kley  |
| 1830 | 16        |               | Hofstelle | mit Kley  |
| 1845 | 9         | 1             | Ackergut  |           |
| 1885 | 9         | 1             | Wohnplatz |           |
| 1895 | 8         | 1             | Wohnplatz |           |
| 1905 | 10        | 1             | Wohnplatz |           |

Der Kleyer Hof gehörte zur katholischen Pfarre Paffrath bis zur Auspfarrung von Hebborn Anfang des 20. Jahrhunderts.